# Besetzung des Justizpalasts
Bei der Besetzung des Justizpalasts (Spanisch: Toma del Palacio de Justicia) handelt es sich um die Besetzung des Verfassungsgerichtshofs in Bogotá (Kolumbien) durch die Guerillagruppe M-19 am 6. November 1985.

## Verlauf
Am 6. November 1985 erstürmten 35 Guerilleros den Justizpalast. Sie kamen mit einem gestohlenen Bus. Bei der Erstürmung töteten sie den Verwalter des Gebäudes und mehrere Sicherheitsbeamte. Sie nahmen 300 Personen als Geiseln, darunter 24 Verfassungsrichter. Drei Stunden nach der Attacke befreiten die Sicherheitskräfte circa 200 Geiseln in den unteren drei Stockwerken.
Eine Radiostation empfing eine Nachricht der Guerillagruppe M-19, in der sie sich zu der Erstürmung bekannten. Über das Telefon des Justizpalastes forderten die Attentäter den kolumbianischen Präsidenten Belisario Betancur auf, sich im Gebäude einem Gerichtsverfahren zu stellen, was dieser aber verweigerte.
Die Angreifer verbrannten im vierten Stock eine Menge Akten, darunter sämtliche Auslieferungsakten. Daher gibt es in Kolumbien Stimmen, die die Besetzung nicht politisch motiviert sehen, sondern als eine Aktion im Auftrag von Pablo Escobar, um eine Auslieferung in die Vereinigten Staaten zu verhindern und Verfassungsrichter zu beseitigen.
Das Gebäude wurde schließlich von der Armee gestürmt, dabei starben Dutzende Menschen. Außerdem verschwanden elf Personen aus der Gerichtskantine.

## Opfer

### Getötete Magistrate
- Magistrat Alfonso Reyes Echandía
- Magistrat Fabio Calderón Botero
- Magistrat Pedro Elías Serrano Abadía
- Magistrat Darío Velásquez Gaviria
- Magistrat José Eduardo Gnecco Correa
- Magistrat Ricardo Medina Moyano
- Magistrat Alfonso Patiño Roselli
- Magistrat Carlos Medellín Forero
- Magistrat Fanny González Franco
- Magistrat Dante Luis Fiorillo Porras
- Magistrat Manuel Gaona Cruz
- Magistrat Horacio Montoya Gil

## Aufarbeitung
Am 8. Juni 2010 verurteilte ein Gericht in Bogotá den pensionierten Armeeoberst Alfonso Plazas Vega zu 30 Jahren Haft. Er war, nach Ansicht des Gerichts, für das Verschwinden der elf Personen aus der Kantine verantwortlich. Die ausführende Richterin war anschließend massiven Verfolgungen und Morddrohungen ausgesetzt. Sie flüchtete zeitweilig nach Deutschland. Außerdem gab der damalige Präsident Álvaro Uribe Vélez im Fernsehen bekannt, dass er zukünftig dafür sorgen werde, dass Armeeangehörige vor dem Zugriff der Justiz sicher seien.